# Tyler Blackburn
Tyler Blackburn (Burbank, 12 oktober 1986) is een Amerikaanse zanger, acteur en model.
Blackburn begon met acteren in 2002 en verscheen in de serie Unfabulous uitgezonden door Nickelodeon. Zijn doorbraak bij het grote publiek kwam echter door zijn rol als Caleb Rivers in de serie Pretty Little Liars. 
Voor de internetserie Wendy zong hij een liedje in dat uitkwam op 15 augustus 2011. Hij nam tevens een liedje op voor de tv-show secret life of the American teenager en ook voor de serie Pretty Little Liars zong hij een liedje in, toen hij Caleb speelde.
Blackburn heeft drie broers en een zus.

## Filmografie
| Film      | Film                      | Film           | Film                                             |
| jaar      | film                      | rol            | opmerking                                        |
| --------- | ------------------------- | -------------- | ------------------------------------------------ |
| 2006      | The Doers of Coming Deeds | Solly Katz     | kortefilm                                        |
| 2008      | Next of Kin               | Franse student |                                                  |
| 2010      | Peach Plum Pear           | Jesse Pratt    |                                                  |
| 2012      | Hiding                    | Jesse          | hoofdrol                                         |
| 2016      | Love Is All You Need?     | Ryan Morris    |                                                  |
| 2017      | Hello Again               | Jack           | Post Production                                  |
| Tv-series |                           |                |                                                  |
| jaar      | titel                     | rol            | opmerkingen                                      |
| 2006      | Unfabulous                | Nathan         | 2 afleveringen                                   |
| 2009      | Cold Case                 | Jeff Feldman   | 1 aflevering                                     |
| 2009      | Rockville, CA             | Spencer        | 1 aflevering                                     |
| 2010      | Days of Our Lives         | Ian            | 17 afleveringen                                  |
| 2010      | Gigantic                  | Echo           | 1 aflevering                                     |
| 2011      | Wendy                     | Pete           | web serie                                        |
| 2011–2014 | Pretty Little Liars       | Caleb Rivers   | bijrol (seizoen 1-2); hoofdrol (seizoen 3-heden) |
| 2013–14   | Ravenswood                | Caleb Rivers   | hoofdrol; 10 afleveringen                        |

- Library of Congress Control Number: no2015093329
- Système universitaire de documentation: 25347471X
- Virtual International Authority File: 316879387
- WorldCat: E39PBJtRKqyMx6YmC7rTqpk7HC